# Liopropoma eukrines
Liopropoma eukrines is een straalvinnige vissensoort uit de familie van zaag- of zeebaarzen (Serranidae). De wetenschappelijke naam van de soort werd voor het eerst geldig gepubliceerd in 1962 door Starck & Courtenay.